# Barye
De barye is de eenheid voor druk in het cgs-eenhedenstelsel en is gelijk aan 1 dyne per vierkante centimeter. Het symbool voor barye is Ba of 'b'.
1 Ba = 0,1 Pa = 0,1 N/m2
De barye is geen SI-eenheid en officieel gebruik is niet meer toegestaan.